# Chungmugong Yi Sun-sin (lớp tàu khu trục)
Tàu khu trục lớp Chungmugong Yi Sun-sin (tiếng Hàn Quốc: 충무공 이순신급 구축함, Hanja: 忠武公李舜臣級驅逐艦), còn được gọi là KDX-II, là một lớp tàu khu trục đa năng của Hải quân Hàn Quốc. Đây là lớp tàu thứ hai được phát triển trong chương trình sản xuất hàng loạt tàu khu trục mang tên Thử nghiệm Tàu khu trục Hàn Quốc (Korean Destroyer eXperimental - KDX), chương trình này giúp mở đường cho hải quân Hàn Quốc trở thành lực lượng hải quân nước xanh.

## Hệ thống điện tử và vũ khí
Lớp Chungmugong Yi Sun-sin có hệ thống phóng tên lửa thẳng đứng Mk 41 dành cho tên lửa phòng không khu vực SM-2 Block IIIA, một bệ phóng 21 đạn tên lửa phòng không RAM Block 1, một hệ thống vũ khí đánh gần 30 mm Goalkeeper, một pháo 127 mm Mk 45 Mod 4, tám tên lửa chống hạm Harpoon và hai giàn 3 ống phóng ngư lôi 324 mm chống tàu ngầm.
Hệ thống thiết bị điện tử bao gồm một radar 2D trinh sát tầm xa Raytheon AN/SPS-49(V)5, một radar 3D chỉ thị mục tiêu Thales Nederland MW08, hai radar điều khiển hỏa lực Thales Nederland STIR240 với máy phát Rọi Sóng Liên tục (CWI) OT-134A, một hệ thống tác chiến điện tử SLQ-200(V)K SONATA, và một hệ thống quản lý chiến đấu KDCOM-II (BAe SEMA SSCS Mk.7) có nguồn gốc từ hệ thống quản lý chiến đấu SSCS trên tàu hộ vệ Type 23 của Hải quân Anh, KDCOM-II sử dụng công nghệ do BAeSEMA cung cấp, BAeSEMA là một liên doanh công nghệ hải quân giữa British Aerospace và Sema Group. Hệ thống BAE Systems WDS Mk 14 ban đầu được phát triển cho chương trình Nâng cấp Mối đe dọa Mới (New Threat Upgrade) của Hải quân Mỹ để đánh giá các mối đe dọa, sau đó ưu tiên và tấn công mối đe dọa theo thứ tự bằng tên lửa SM-2.
Chiếc thứ tư trong lớp tàu này mang tên ROKS Wang Geon có sự thay đổi về bố trí vũ khí, trong đó, hệ thống VLS Mk 41 với 32 ô phóng được chuyển sang bên trái, và một VLS nội địa có tên K-VLS được lắp đặt ở bên phải. Phần phía trước tàu đủ rộng để đặt 56 ô phóng tên lửa.

## Dự án Cải tiến Sản phẩm KDX-II
Hàn Quốc đã lên kế hoạch tiến hành Dự án Cải tiến Sản phẩm KDX-II (PIP) nhằm khắc phục một số thiếu sót về kỹ thuật, ví dụ các thành phần nhập khẩu từ nước ngoài bị lỗi thời như hệ thống thông tin chiến đấu dẫn đến tình trạng khó sử dụng và thường xuyên ngừng hoạt động ngoài ý muốn, cũng như giải quyết vấn đề hiệu suất hạn chế của các hệ thống quan trọng như radar Thales Nederland MW08.
Ngày 14 tháng 6 năm 2024, Cơ quan Quản lý Chương trình Mua sắm Quốc phòng Hàn Quốc (DAPA) ra thông báo đấu thầu bắt đầu lựa chọn đơn vị đóng tàu cho KDX-II PIP. Dự án dự kiến hoàn thành vào tháng 12 năm 2033 với ngân sách tiêu tốn 470 tỷ won. Các công việc chính đối với dự án cải tiến này bao gồm việc thay thế sonar gắn trên thân tàu, sonar mảng kéo, radar 3D MW08 và hệ thống thông tin chiến đấu.

## Thiết kế
KDX-II là một phần trong chương trình phát triển lớn hơn nhằm mục đích đưa Hải quân Hàn Quốc (ROKN) trở thành lực lượng hải quân hùng mạnh. Người ta cho rằng đây là lớp tàu chiến tàng hình cỡ lớn đầu tiên của Hàn Quốc và được thiết kế để tăng cường đáng kể sức mạnh của ROKN.

## Danh sách tàu trong lớpChungmugong Yi Sun-sin
| Tên tàu                     | Số hiệu | Nhà máy đóng tàu                         | Hạ thủy              | Biên chế             | Tình trạng     |
| --------------------------- | ------- | ---------------------------------------- | -------------------- | -------------------- | -------------- |
| ROKS Chungmugong Yi Sun-sin | DDH-975 | Daewoo Shipbuilding & Marine Engineering | 15 tháng 5 năm 2002  | 30 tháng 11 năm 2003 | Đang hoạt động |
| ROKS Munmu the Great        | DDH-976 | Hyundai Heavy Industries                 | 11 tháng 4 năm 2003  | 30 tháng 9 năm 2004  | Đang hoạt động |
| ROKS Dae Jo-yeong           | DDH-977 | Daewoo Shipbuilding & Marine Engineering | 12 tháng 11 năm 2003 | 30 tháng 6 năm 2005  | Đang hoạt động |
| ROKS Wang Geon              | DDH-978 | Hyundai Heavy Industries                 | 4 tháng 5 năm 2005   | 10 tháng 11 năm 2006 | Đang hoạt động |
| ROKS Gang Gam-chan          | DDH-979 | Daewoo Shipbuilding & Marine Engineering | 16 tháng 3 năm 2006  | 1 tháng 10 năm 2007  | Đang hoạt động |
| ROKS Choe Yeong             | DDH-981 | Hyundai Heavy Industries                 | 20 tháng 10 năm 2006 | 4 tháng 9 năm 2008   | Đang hoạt động |

## Hình ảnh

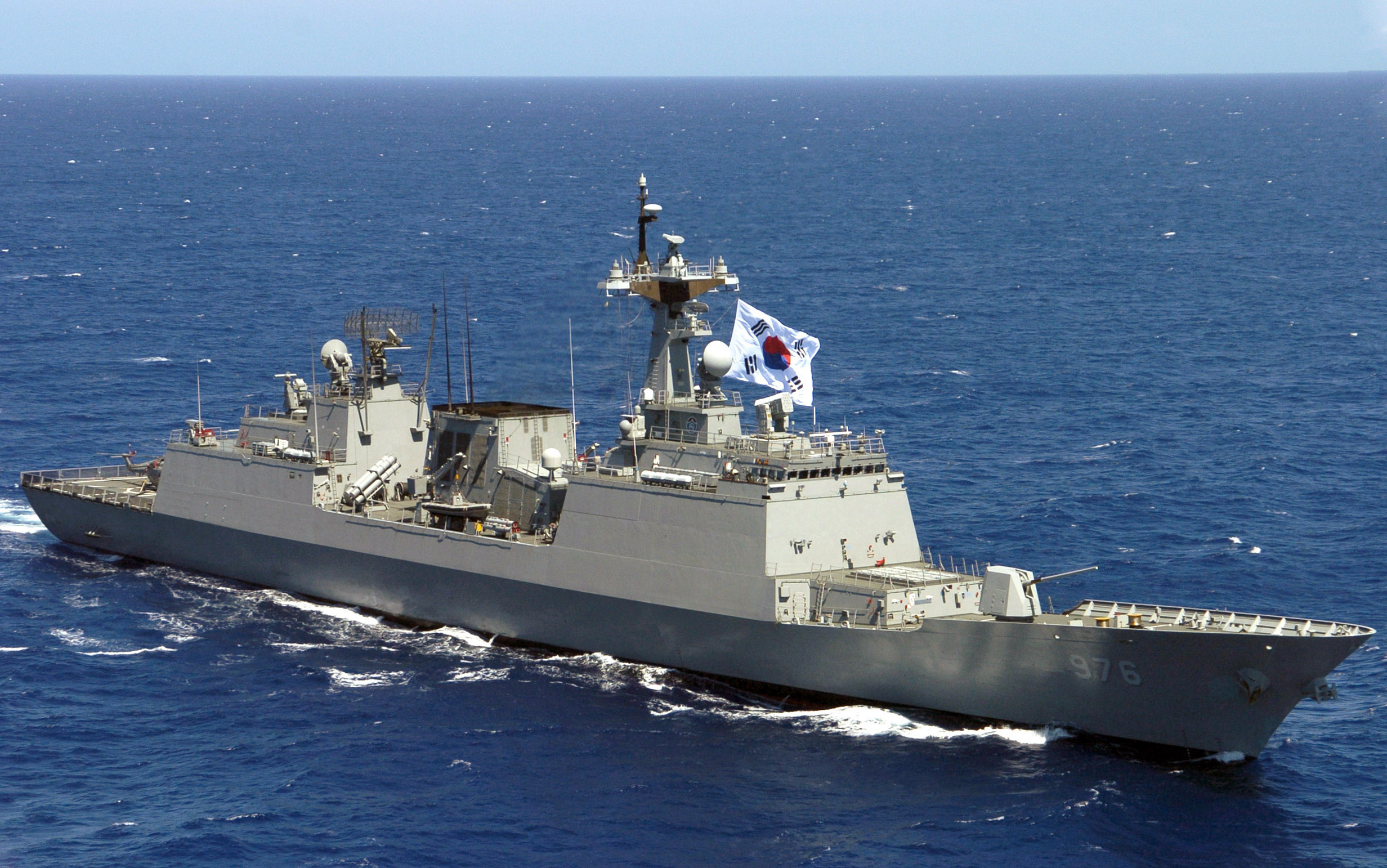
ROKS Munmu the Great (DDH-976) trong cuộc tập trận RIMPAC 2006
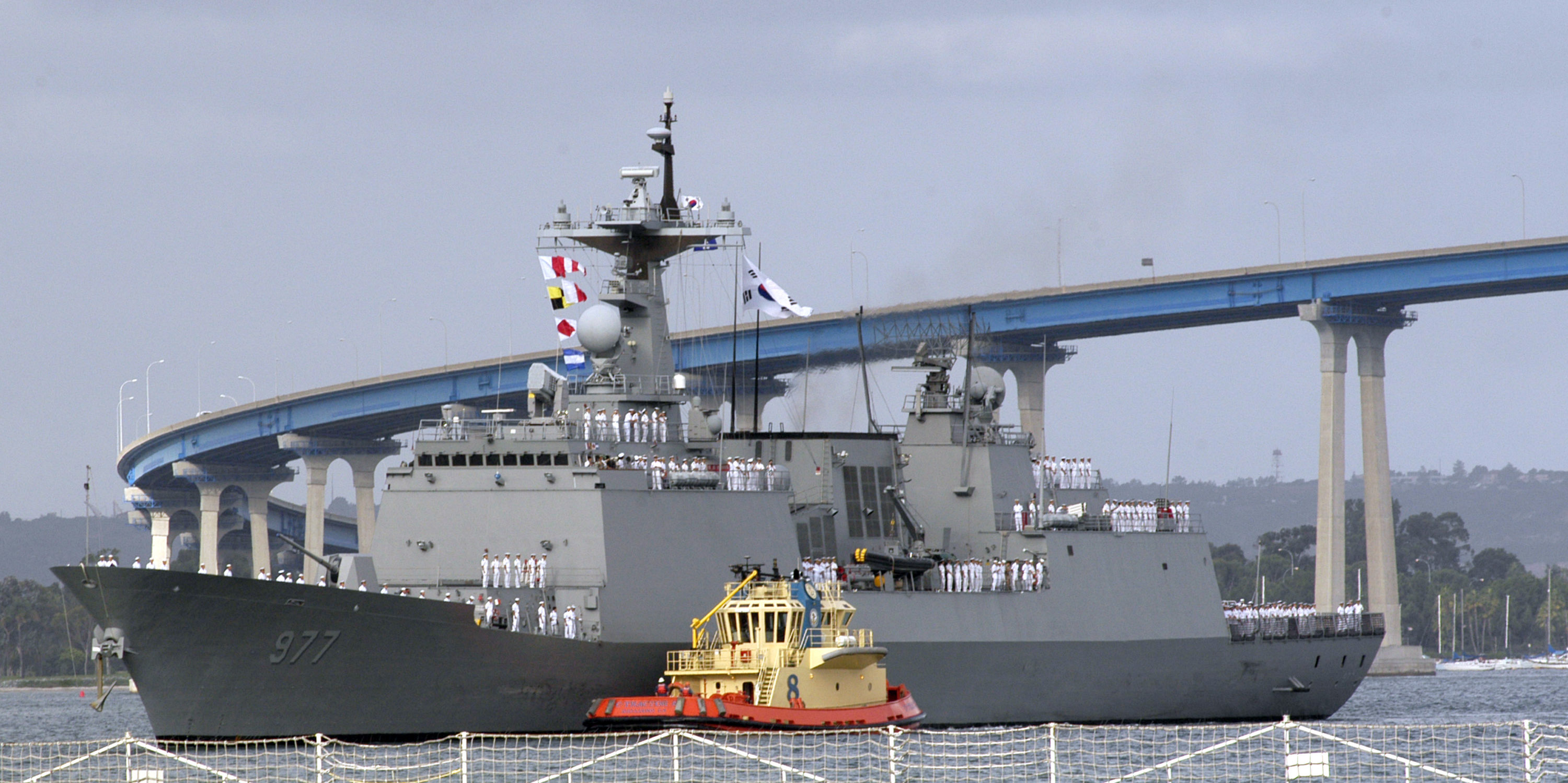
ROKS Dae Jo-yeong (DDH-977) được tàu kéo lai dắt vào Căn cứ Hải quân San Diego
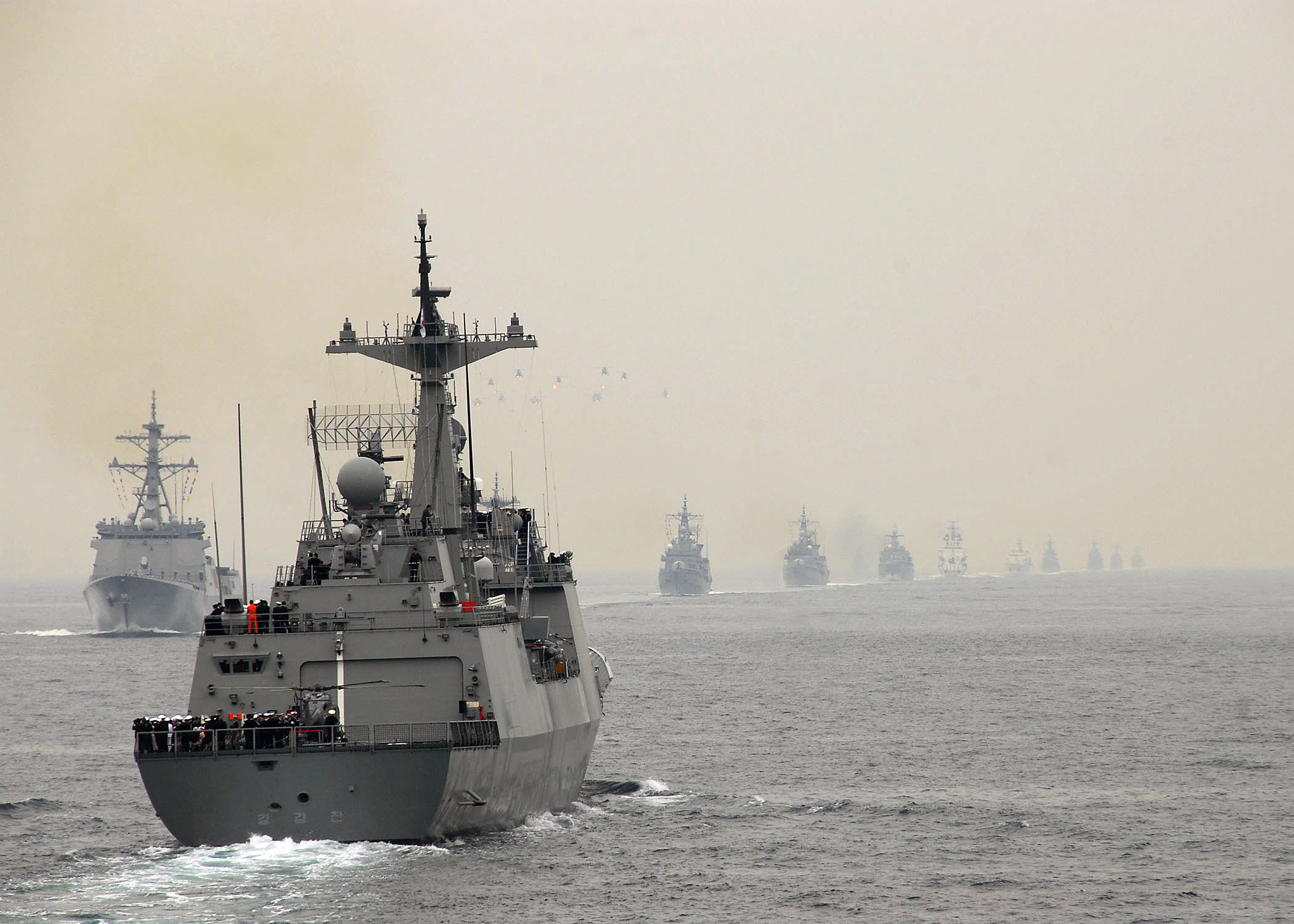
ROKS Gang Gam-chan (DDH-979) trong cuộc duyệt binh hạm đội quốc tế
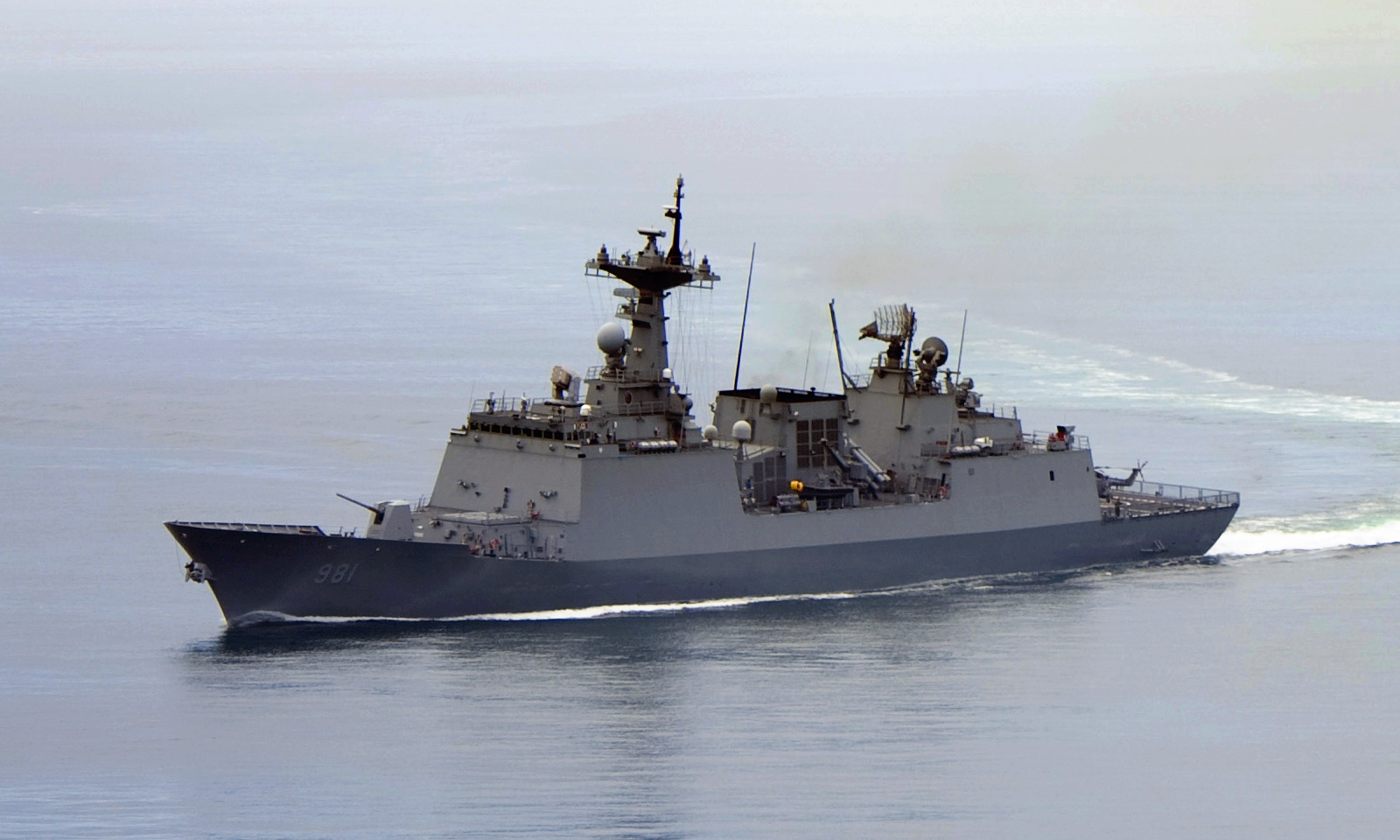
ROKS Choe Yeong (DDH-981) trong cuộc tập trận chung Tinh thần Bất khả chiến bại (Invincible Spirit)

## Biến thể

### KDX-IIA
KDX-IIA là một biến thể đề xuất của KDX-II. Nó được trang bị Hệ thống chiến đấu Aegis tiên tiến và có các tính năng nâng cao như khả năng tàng hình. Biến thể này đã được cung cấp cho Hải quân Ấn Độ.

### Tàu vũ khí
Ngày 14 tháng 8 năm 2019, Bộ Quốc phòng Hàn Quốc công bố kế hoạch quốc phòng 5 năm từ năm 2020 đến 2024, trong đó kêu gọi phát triển hai dự án hải quân mới: tàu sân bay lớp CVX và tàu chuyên chứa và khai hỏa vũ khí. Thiết kế của tàu vũ khí được cho là dựa trên tàu khu trục KDX-II, dự kiến hoàn thành vào cuối thập niên 2020.